# العلاقات الأنغولية الإسرائيلية
العلاقات الأنغوليّة الإسرائيليّة تشير إلى العلاقات الثنائيّة التاريخيّة والحاليّة بين جمهوريّة أنغولا ودَوْلة إسرائيل. أنغولا لديها سفارة في تل أبيب وإسرائيل لديها سفارة في لواندا.

## تاريخ
ساعدت الحكومة الإسرائيليّة الجبهة الوطنية لتحرير أنغولا في عامي 1963 و1969، أثناء حرب الاستقلال الأنغولية. في ستينيّات القرن الماضي، زار هولدن روبرتو، رئيس الجبهة الوطنيّة لتحرير أنغولا (NFLA)، إسرائيل وتمّ إرسال أعضاء FNLA إلى إسرائيل للتّدريب. وفي سبعينيّات القرن الماضي، شحنت إسرائيل الأسلحة إلى قوّات التّحرير الوطنيّة من خلال زائير. أُعيد فَتْح السّفارة الإسرائيليّة في لواندا عام 1995، وعُيّنت تامار جولان، التي عملت على الحفاظ على الإتّصالات الإسرائيليّة مع الدّول الأفريقيّة طوال هذه العقود، سفيرة إسرائيليّة.غادرت تامار جولان هذا المنصب في عام 2002، لكنها عادت إلى أنغولا في وقت لاحق بناءًا على طلبٍ من الرّئيس الأنغولي جوزيه إدواردو دوس سانتوس من أجل المساعدة في إنشاء فرقة عمل، تحت رعاية الأمم المتحدة، لإزالة الألغام الأرضيّة. زوّدت شركة "Geomine" الإسرائيليّة أنجولا بأجهزة الكشف عن الألغام، لتسهيل إزالتها. زار الرّئيس دوس سانتوس إسرائيل عام 2005. وفي مارس 2006، بَلَغ حجم التّجارة بين البلدين 400 مليون دولار. السّفير الإسرائيلي في أنغولا هو رافائيل سينجر. في عام 2010، رَفضت الحُكومة الأنغوليّة استقبال مثليّ الجِنس إيسي يانوكا كسفير جديد بسبب نشاطه الجنسي.
في آب (أغسطس) 2012، قام المستشار الأنغولي بزيارة إلى القدس استغرقت ثلاثة أيام، حيث صادقت حكومتا أنغولا وإسرائيل في تل أبيب على اتفاقيّة لتعزيز الرّوابط بين البلدين. قال الرّئيس الإسرائيليّ شمعون بيريز إنّ هذا يجب أن يستند إلى مجالات العلوم والتّكنولوجيا والاقتصاد والأمن، وأعرب المُستشار الأنغولي عن رغبته في مُواصلة التّعاون الثّنائي في مجالات الصّحة والزّراعة والعلوم والتّكنولوجيا وتكوين الخبراء الأنغوليّين.

## مقارنة بين البلدين
هذه مقارنة عامة ومرجعية للدولتين:
| وجه المقارنة                                              | أنغولا           | إسرائيل                                                             |
| --------------------------------------------------------- | ---------------- | ------------------------------------------------------------------- |
| المساحة (كم2)                                             | 1.25 مليون       | 20.77 ألف                                                           |
| عدد السكان (نسمة)                                         | 29.78 مليون      | 8.89 مليون                                                          |
| الكثافة السكانية (ن./كم²)                                 | 23.82            | 428.02                                                              |
| العاصمة                                                   | لواندا           | القدس                                                               |
| اللغة الرسمية                                             | اللغة البرتغالية | اللغة العبرية، اللغة العربية                                        |
| العملة                                                    | كوانزا أنغولي    | شيكل إسرائيلي جديد، شيكل إسرائيلي قديم، جنيه فلسطيني، جنيه إسرائيلي |
| الناتج المحلي الإجمالي (بليون دولار)                      | 124.21 مليار     | 350.85 مليار                                                        |
| الناتج المحلي الإجمالي (تعادل القوة الشرائية) بليون دولار | 184.83 مليار     | 306.51 مليار                                                        |
| الناتج المحلي الإجمالي الاسمي للفرد دولار أمريكي          | 4.10 ألف         | 35.73 ألف                                                           |
| الناتج المحلي الإجمالي للفرد دولار أمريكي                 |                  | 36.58 ألف                                                           |
| مؤشر التنمية البشرية                                      | 0.533            | 0.899                                                               |
| رمز المكالمات الدولي                                      | +244             | +972                                                                |
| رمز الإنترنت                                              | .ao              | .il                                                                 |
| المنطقة الزمنية                                           | ت ع م+01:00      | توقيت إسرائيل، Israel Summer Time ‏                                  |

## منظمات دولية مشتركة
يشترك البلدان في عضويّة مجموعة من المنظّمات الدّوليّة، منها:
| علم المنظمة | اسم المنظمة                        | تاريخ انضمام أنغولا | تاريخ انضمام إسرائيل |
| ----------- | ---------------------------------- | ------------------- | -------------------- |
|             | منظمة الشرطة الجنائية الدولية      | ?                   | ?                    |
|             | منظمة التجارة العالمية             | ?                   | 21 أبريل 1995        |
|             | مؤسسة التمويل الدولية              | 19 سبتمبر 1989      | 26 سبتمبر 1956       |
|             | يونسكو                             | 11 مارس 1977        | 16 سبتمبر 1949       |
|             | البنك الدولي للإنشاء والتعمير      | 19 سبتمبر 1989      | 12 يوليو 1954        |
|             | مؤسسة التنمية الدولية              | 19 سبتمبر 1989      | 22 ديسمبر 1960       |
|             | الأمم المتحدة                      | 1 ديسمبر 1976       | 11 مايو 1949         |
|             | وكالة ضمان الاستثمار متعدد الأطراف | 19 سبتمبر 1989      | 21 مايو 1992         |
|             | الاتحاد الدولي للاتصالات           | 13 أكتوبر 1976      | 24 يونيو 1948        |
|             | الاتحاد البريدي العالمي            | ?                   | ?                    |

## أُنظر أيضًا
- أركادي غايدماك

## وصلات خارجيّة
- موقع وزارة الخارجية الأنغولية
- موقع وزارة الخارجية الإسرائيلية
- Israeli Ambassador Highlights Relations With Angola أنغولا برس